# لعدان الجهاور (المفلحي)

تعديل مصدري - تعديل

لعدان الجهاور هي إحدى قرى عزلة المفلحي بمديرية المفلحي التابعة لمحافظة لحج، بلغ تعداد سكانها 380 نسمة حسب تعداد اليمن لعام 2004.